# Boggen

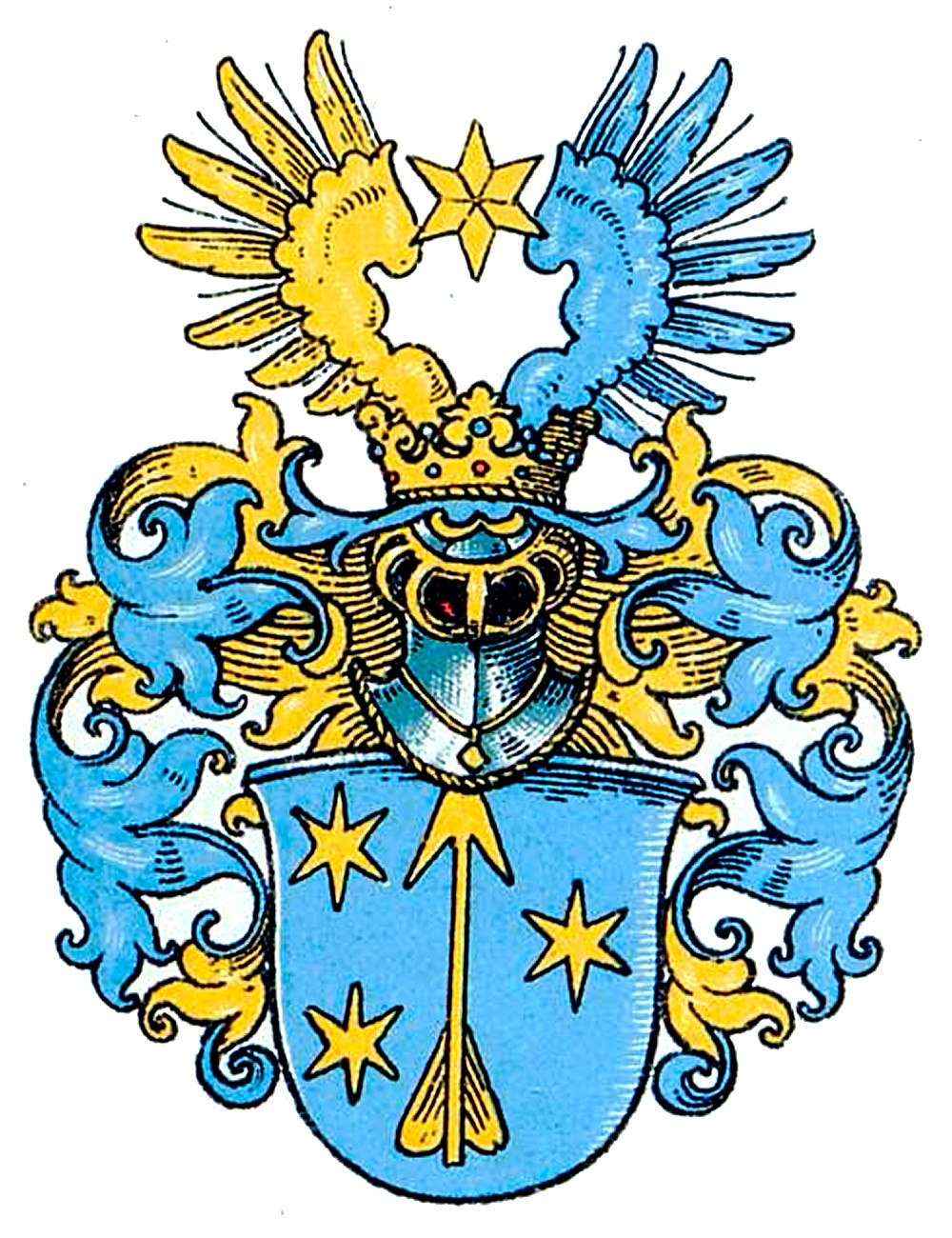
Wappen derer von Boggen

Die Herren von Boggen waren ein westfälisches Adelsgeschlecht.

## Geschichte
Das Geschlecht stammt aus Dünschede, einem Ortsteil von Attendorn im Kreis Olpe. Dort besaß es einen Hof, der nach der Familie Boggenhof genannt wurde. 1619 wurde ein Johann Boggen zu Dunschende mit dem Boggenhof zu Dünschede belehnt.
Bernhard von Boggen (urkundl. bis 1730, 1739 †) stammte gebürtig aus Dünschede, studierte 1685 an der Universität Straßburg und promovierte 1687 zum Doktor der Rechte. Danach trat er eine Richterstelle in Brilon an (mindestens von 1692 bis 1695). Danach, spätestens ab 1697 bis mindestens 1730, war er Geheimer Rat und Kanzler der Fürstabtei Corvey. Bernhard von Boggen hatte mindestens zwei Kinder:
- Wilhelm Max von Boggen (urkundl. 1718–1753) war zunächst 1718–1723 Stiftsherr in Paderborn und danach Stiftsdechant von St. Moritz in Hildesheim.[3]
- Anna Justina von Boggen heiratete Freiherr Leopold von Sieghardt. Die Eheleute erbauten 1728 das Herrenhaus Natzungen, ein Landadelssitz in Natzungen, einem Stadtteil von Borgentreich im Kreis Höxter.

Mit diesen Geschwistern erlosch das Geschlecht.

## Wappen
Blasonierung: In Blau ein senkrecht stehender goldener Pfeil aufwärts gerichtet, begleitet rechts von zwei goldenen Sternen übereinander, links von einem Stern. Auf dem gekrönten Helm ein offener Flug, der rechte Flügel gold, der linke blau, dazwischen ein goldener Stern. Die Helmdecken sind blau–gold.